# Saint-Victor-de-Réno
Saint-Victor-de-Réno település Franciaországban, Orne megyében. Lakosainak száma 170 fő (2018. január 1.). Saint-Victor-de-Réno Feings, Maison-Maugis, Cour-Maugis-sur-Huisne, La Chapelle-Montligeon, Longny les Villages, Monceaux-au-Perche és Saint-Mard-de-Réno községekkel határos.

## Népesség
A település népessége az elmúlt években az alábbi módon változott:
| Lakosok száma | 273  | 242  | 217  | 225  | 218  | 205  | 183  | 173  | 171  | 170  |
|               | 1962 | 1968 | 1975 | 1982 | 1990 | 2008 | 2013 | 2015 | 2017 | 2018 |